# Canton de Vénissieux-Sud
Le canton de Vénissieux-Sud est une ancienne division administrative française, située dans le département du Rhône en région Rhône-Alpes.

## Composition
Le canton était constitué de la partie sud de la commune de Vénissieux.

## Histoire
Le canton est créé en 1982, par division du canton de Vénissieux en deux cantons Nord et Sud.
Il disparaît le 1er janvier 2015 avec la création de la métropole de Lyon.

## Représentation
| Période | Période | Identité                  | Étiquette | Qualité                                                                                         |
| ------- | ------- | ------------------------- | --------- | ----------------------------------------------------------------------------------------------- |
| 1982    | 2008    | Guy Fischer               | PCF       | Instituteur Sénateur (1995-2014) Adjoint au maire de Vénissieux Conseiller régional (1986-1988) |
| 2008    | 2014    | Marie-Christine Burricand | PCF       | Conseillère municipale de Vénissieux                                                            |

## Évolution démographique
| 1982   | 1990   | 1999   | 2006   | 2011   | 2012   |
| ------ | ------ | ------ | ------ | ------ | ------ |
| 22 533 | 30 832 | 28 117 | 29 250 | 31 188 | 31 420 |